# Sappanico
Sappànico (Sapànigo in dialetto anconitano, Sapàniche in gallo-piceno), è una località italiana, frazione del comune di Ancona, situata da 200 a 300 metri sopra il livello del mare.

## Descrizione
Sappanico fa parte del cosiddetto "sistema delle frazioni" di Ancona, una cintura periurbana al capoluogo che include, tra le altre, Gallignano, Montesicuro, Montacuto, Paterno, il Poggio.
La frazione, a 10 km dal centro di Ancona, è divisa sostanzialmente in due parti: il borgo, a valle, ed il castello arroccato sulla collina. È uno dei castelli di Ancona, del sistema di difesa, costruito a guardia dei confini della repubblica di Ancona.

## Luoghi d'interesse
- Il castello di Sappanico, collocato a quota 301 m s.l.m., dimora storica della famiglia Bonarelli, sembra possa essere stato edificato nel XII secolo[3]. Ha avuto un ruolo storico per la difesa di Ancona[4]. Nel 1323 il castello, baluardo di parte guelfa, veniva assediato e saccheggiato dal terribile avventuriero soprannominato Lo Schiavo. Successivamente più volte danneggiato e ricostruito. Di esso oggi si conservano i resti trasformati in abitazioni residenziali.

- La chiesa parrocchiale, dedicata a Sant'Ippolito, originariamente collocata a fianco del castello ed edificata intorno alla metà del '500 a cura del conte Leonardo Bonarelli, è stata ricostruita a valle dopo il terremoto del 1930 presso la strada provinciale; è ad una sola navata, con presbiterio, altare maggiore e due cappelle laterali. Nella sacrestia esiste un quadro rappresentante Cristo e la Samaritana di pregevole fattura, ma di ignoto autore.